# Wüstewaltersdorfer Kleinbahn E 1
Als Wüstewaltersdorfer Kleinbahn E 1 wurde eine zweiachsige Elektrolokomotive der Hannoverschen Waggonfabrik (HAWA) und der AEG bezeichnet, die 1913 hergestellt und im Streckendienst bei der Wüstewaltersdorfer Kleinbahn eingesetzt wurde.
Die Lokomotive war bis zum Ende des elektrischen Betriebes 1959 auf der Bahnstrecke im Einsatz. Sie wurde nach 1945 von der polnischen Staatsbahn PKP übernommen und als Baureihe E400 mit der Nummer E401, später als Baureihe EU40 bezeichnet. Die Maschine, die als die älteste in Polen erhaltene elektrische Lokomotive gilt, steht seit den 1990er Jahren im Depot Warszawa-Grochów der Koleje Mazowieckie.

## Geschichte und Einsatz

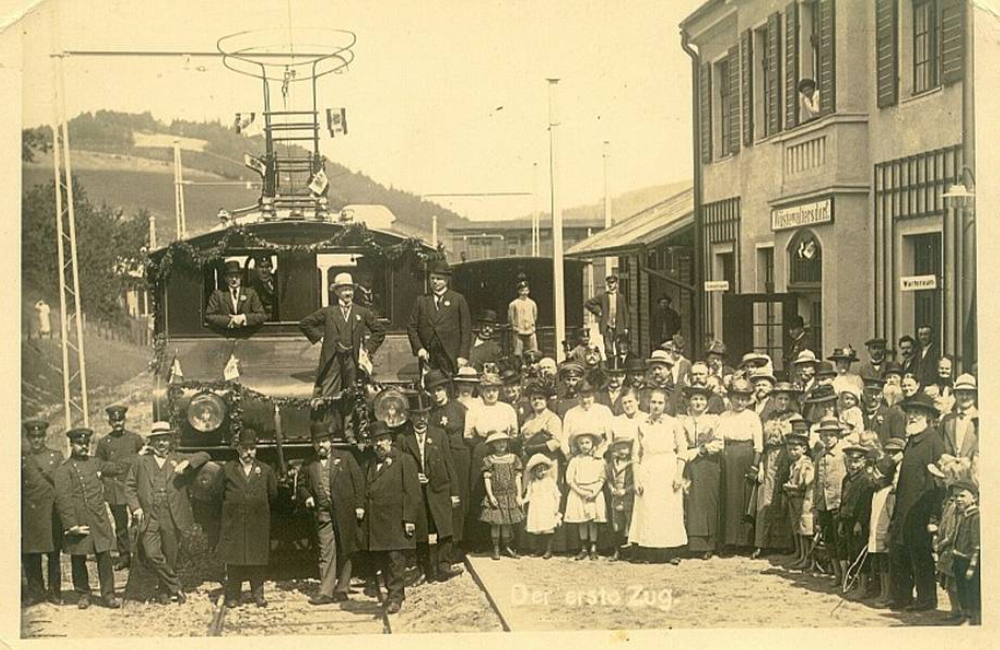
Eröffnungszug der Wüstewaltersdorfer Kleinbahn mit der Lokomotive E 1 1914 im Bahnhof Wüstewaltersdorf

Die Lokomotive war die erste Elektrolokomotive der Kleinbahn und beförderte im Regeleinsatz Personenzüge mit zwei zweiachsigen Wagen, weiterer Personenverkehr wurde mit Triebwagen durchgeführt. Trotz der kurzen Strecke mussten 116 Höhenmeter überwunden werden. Die Züge führten zwei Wagenklassen.
Die Lokomotive konnte bei der Bergfahrt einen Zug von 80 Tonnen Last mit einer Geschwindigkeit von 12 km/h befördern, in der Praxis wurden solche Lasten vermieden. Bei schweren Wintersportzügen wurde sie als Schiebelokomotive eingesetzt. Die Strecke und die Fahrzeuge überstanden den Zweiten Weltkrieg unbeschadet, es konnte durchgehender Zugverkehr angeboten werden.

## Übernahme durch die PKP
Die Fahrzeuge fielen nach dem Zweiten Weltkrieg nicht unter Reparationen. 1946 gelangte die Lokomotive in polnischen Besitz und wurde als E401, später als EU40-01 bezeichnet. Eine Nummer war nicht angeschrieben. Sie beförderte zunächst weiter Reisezüge. Für den Güterverkehr war sie bei gestiegenem Güteraufkommen Ende der 1950er Jahre nicht mehr geeignet. Dafür wurden Lokomotiven der Reihe Ty2 verwendet, die Lasten bis 200 t befördern konnten. Ende des Jahres 1959 endete der elektrische Betrieb auf der Strecke, und die elektrischen Fahrzeuge wurden abgestellt.
1960 wurde die Lokomotive zusammen mit anderen Fahrzeugen der Kleinbahn an die Eisenbahnfachschule in Wroclaw überführt. Nach jahrelanger Abstellzeit wurde die EU40 im Ausbesserungswerk in Lubań im Auftrag des Eisenbahnmuseums Warschau wieder hergerichtet und danach im Depot Warszawa-Grochów von der Koleje Mazowieckie hinterstellt. 2013 wurde die Lok erneut restauriert.

## Technik
Die Lokomotive besitzt einen Mittelführerstand und zwei Vorbauten, ist in Gleichstromtechnik gebaut und mit einer Widerstandssteuerung ausgestattet. Die beiden Tatzlager-Fahrmotoren leisten je 63 kW. Sie besitzt zwei Antriebsräder mit Speichen, die mit je zwei Blattfedern abgefedert sind.
Das Untergestell besteht aus genieteten Stahlprofilen, die Aufbauten sind aus Blech und innen mit Holz verkleidet. Das Dach bestand ursprünglich ebenfalls aus Holz und war mit imprägnierter Dachpappe verkleidet. Ebenfalls besaß die Lok zwei Lyrastromabnehmer, in den 1950er Jahren erhielt sie ein Blechdach und einen Scherenstromabnehmer. In den Vorbauten der Lok befanden sich die Widerstände der Steuerung, Luftbehälter, ein Sandstreuer und ein elektrischer Luftpresser.